# Patata Naxou
Patata Naxou ou Πατάτα Νάξου (pomme de terre de Naxos) est une indication géographique protégée (IGP) qui s'applique à une production de pommes de terre de l'île de Naxos (région de l'Égée-Méridionale) en Grèce.  
Cette production a fait l'objet d'une demande d'enregistrement comme indication géographique protégée (IGP) au niveau européen le 26 mars 2002 et a été officiellement enregistrée le 29 novembre 2011. 

## Variétés
Les principales variétés cultivées sont la 'Liseta', la 'Spunta', la 'Marfona', la 'Vivaldi' et l’'Alaska'. Il s'agit soit d'une culture de printemps, soit d'une culture d'automne. 

## Aire de production
L'aire géographique de production est limitée à l'île de Naxos, la plus grande de l'archipel des Cyclades.